# Gumaga nigricula
Gumaga nigricula is een schietmot uit de familie Sericostomatidae. De soort komt voor in het Nearctisch gebied.